# Qi (estàndard)
Qi (estàndard) (pronunciat /xi/ significant "energia natural" o "aire" en xinès) és un estàndard obert d'interface desenvolupat pel consorci de potència sense fils (WPC) que té com a objectiu de transferir energia a una distància fins a 4 cm. És usat per a carregar dispositius en múltiples aplicacions.
UL 2738 : Estàndard UL per a transmissors i receptors de potència d'inducció de seguretat per utilitzar-los amb productes de baixa energia.

Fig.1 Logo de Wireless Power Consortium

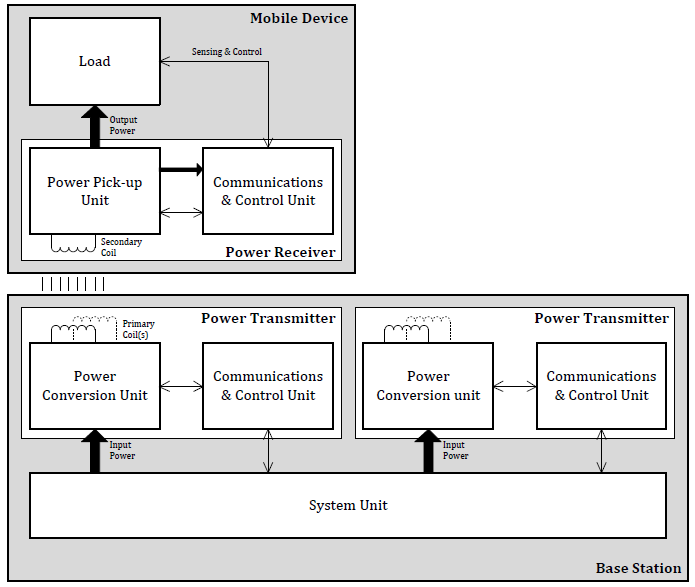
Fig.2 Esquema de blocs del transmissor i del receptor

## Característiques
Paràmetres més importants:
- Empra la tecnologia de transferència tipus inducció magnètica (similar a un transformador), a diferència de la tecnologia ressonant (similar a una antena).
- Potències de l'ordre de 5W.
- Distàncies de transferència inferiors a 4 cm.
- La comunicació és unidireccional del receptor al transmissor mitjançant modulació a la càrrega. (velocitat de dades 2Kbit/s)
- Freqúència de l'energia tramesa de 100KHz.
- Tipus de bobina :[5]

| Tipus | Inductància | Forma       | Tensió | Nota          |
| ----- | ----------- | ----------- | ------ | ------------- |
| A1    | 24uH        | rodona      | 19V    | Amb imà       |
| A5    | 6,3uH       | rodona      | 5V     | Amb imà       |
| A6    | 11,5uH      | rectangular | 12V    | Format matriu |
| A10   | 24uH        | rodona      | 19V    | Sense imà     |
| A11   | 6,3uH       | rodona      | 5V     | Sense imà     |

## Versions
| Versió | Data | Potència màxima                                | Notes |
| ------ | ---- | ---------------------------------------------- | --- |
| 1.0    | 2010 | 5 W                                            | El transmissor de potència pot ser de bobina única, matriu de bobines o bobina mòbil.                       |
| 1.1    | 2012 | 5 W                                            | especifica 12 tipus diferents de transmissors, funcionalitat de detecció de presència d'objectes.           |
| 1.2    | 2015 | Perfil base (BPP): 5 W Perfil exés (EPP): 15 W | Incrementa la potència màxima a 15W, millora de la detecció de presència d'objectes.                        |
| 1.2.3  | 2017 | Potències 0: 5 W - 30 W                        | Afegeix la classe de potència 0, permet negociar fins a 30W                                                 |
| 1.2.4  | 2017 | "                                              | Millores en quant els assajos de prova.                                                                     |
| 1.3    | 2021 | "                                              | Requereix autenticació entre transmissor i receptor per a potències superiors a 5W                          |
| 2      | 2023 | >30W                                           | especifica un anell d'imans per a fixar magnèticament el telèfon al carregador (similar a MagSafe d'Apple). |

## Fabricants de Qi
Els fabricants més importants de circuits integrats implementant el protocol Qi :
- Texas Instruments.
- Rohm.
- Silvertel. Arxivat 2017-01-13 a Wayback Machine.
- NXP.
- IDT.
- Semtech.
- ST.

Els fabricants més importants de les bobines implementant el protocol Qi :
- Wurth. Arxivat 2017-01-16 a Wayback Machine.
- Vishay. Arxivat 2017-01-13 a Wayback Machine.